# De Graflegging (Jheronimus Bosch)
De Graflegging is een tekening uit de school van de Zuid-Nederlandse schilder Jheronimus Bosch in het British Museum in Londen.

## Voorstelling
Het stelt de Graflegging van Christus voor. Het levenloze lichaam van Christus is geplaatst op een rechthoekige sarcofaag. Vrienden en familie nemen een laatste afscheid van hem voordat hij in een lijkwade gewikkeld wordt. Het inwikkelen wordt gedaan door Nikodemus (links) en Jozef van Arimathea (rechts). In het midden wordt Maria ondersteund door Johannes de Doper. Eén van de heilige vrouwen links draagt voorwerpen die herinneren aan de kruisiging van Christus: spijkers en de doornenkroon. Volgens kunsthistoricus Jan Gerrit van Gelder doet de tekening qua modellering en opbouw denken aan een houten beeldhouwgroep. Gelet op het grote aantal plooien en de opvallende hoofddeksels moet aan een Brabants beeldhouwwerk gedacht worden. Volgens Bosch-auteur Ludwig von Baldass is het mogelijk een voorstudie van het rechterluik van een verloren gegaan Passie-drieluik, waarvan de Kruisdraging in Wenen het linkerluik vormde.

## Toeschrijving en datering
De tekening werd in 1952 voor het eerst gepubliceerd door Arthur Ewart Popham als eigenhandig werk van Bosch. De figuur van Jozef van Arimathea, rechts, kan het meest met Bosch in verband gebracht worden, vooral vanwege de vreemde, gemaniëreerde stand van zijn been. Deze komt onder meer terug bij de figuur van de Dood op De dood van een vrek en de mysterieuze ‘vierde wijze’ op het Driekoningen-drieluik in Madrid. Ook de techniek (kleine streepjes voor de ogen en puntjes voor de pupillen) zouden in de richting van Bosch wijze (zie het studieblad met vier keer de heilige Antonius in het Louvre). Volgens Karel Boon is de tekening vergelijkbaar met de tekeningen Het narrenschip en De dood van een vrek. Deze tekeningen worden tegenwoordig echter als niet-eigenhandig gezien. Tegenwoordig beschouwt men de tekening als atelierproduct of werk van een navolger. Het museum dateert het omstreeks 1505-1515.

## Herkomst
De tekening is afkomstig uit de verzameling van William Frederick Webb (1829-1899), eigenaar van Newstead Abbey in Nottinghamshire. Deze liet zijn verzameling na aan zijn dochter Geraldine Katherine Webb (1860-1910), die getrouwd was met Herbert Chermside (1850-1929), eigenaar van Pepper Arden Hall in Yorkshire. Later kwam de verzameling in het bezit van Richard Gatty, die de tekeningen uit de verzameling in 1952 verkocht aan de National Art Collections Fund (tegenwoordig The Art Fund). Deze schonk de tekening in 1952 aan het British Museum in Londen.